# Nowiny (Lubusz)
Pour les articles homonymes, voir Nowiny.
Nowiny (prononciation : [nɔˈvinɨ]) est un village polonais de la gmina de Przytoczna dans le powiat de Międzyrzecz de la voïvodie de Lubusz dans l'ouest de la Pologne.
Il se situe à environ 9 kilomètres au nord-est de Przytoczna (siège de la gmina), 22 kilomètres au nord-est de Międzyrzecz (siège du powiat) et 36 kilomètres à l'est de Gorzów Wielkopolski (capitale de la voïvodie).
Le village comptait approximativement une population de 70 habitants en 2006.

## Histoire
Au cours du deuxième partage de la Pologne en 1793, le village est annexé par le Royaume de Prusse et en 1815 incorporé dans le Grand-duché de Posen. (voir Évolution territoriale de la Pologne)
Après la Seconde Guerre mondiale, avec la mise en œuvre de la ligne Oder-Neisse, le village retourne à la République populaire de Pologne.
De 1975 à 1998, le village appartenait administrativement à la voïvodie de Gorzów .

Depuis 1999, il appartient administrativement à la voïvodie de Lubusz